# Neopithecops heria
Neopithecops heria är en fjärilsart som beskrevs av Hans Fruhstorfer 1919. Neopithecops heria ingår i släktet Neopithecops och familjen juvelvingar. Inga underarter finns listade i Catalogue of Life.